# Grappling
Grappling, walka na chwyty – rodzaj walki wręcz wykorzystujący techniki chwytów, tj. dźwignie, rzuty (obalenia), duszenia; zabronione są w niej uderzenia. 
Słowo „grappling” (także „grapling”) to neologizm pochodzący z języka angielskiego (ang. „grapple” – złapać, chwytać). Często używany w Polsce termin „style chwytane” jest niezgodny z polską gramatyką. Potocznie określa się te style jako „chwyciarstwo”, jednakże termin ten, choć słowotwórczo poprawny, ma charakter ironiczno-żartobliwy. Osobę walczącą za pomocą chwytów określa się jako grapplera bądź chwytacza.
Nowoczesną formą walki na chwyty, otwartej dla przedstawicieli dowolnego stylu tego typu są zawody submission fighting. Przeciwieństwem walki na chwyty jest uderzanie (ang. striking). Poszczególne style walki na chwyty znacząco różnią się sposobem walki i wykorzystywanymi technikami. Najskuteczniejsze okazują się połączenia stylów, które się uzupełniają w poszczególnych strefach walki (np. judo w walce stojąc i brazylijskie jiu-jitsu w parterze).
Style oparte na chwytach to m.in.: 
- brazylijskie jiu-jitsu (BJJ)
- Ju-jitsu
- judo
- luta livre
- sambo
- zapasy

Style oparte na chwytach są wykorzystywane w większości konfrontacji międzystylowych (MMA i vale tudo), gdzie stanowią skuteczny środek przeciwko stylom opartym na uderzeniach (takich jak boks, kick-boxing czy karate).